# Katri Kulmuni
Katri Briitta Ilona Kulmuni, född 4 september 1987 i Torneå, är en finländsk politiker (Centern). Till utbildningen är hon magister i samhällsvetenskaper. Hon var ledamot av Finlands riksdag 2015–24. 2019–2020 var hon ordförande för sitt parti och när regeringen Marin tillträdde den 10 december blev hon Finlands finansminister till hennes avgång i juni 2020. I valet till Europaparlamentet 2024 valdes hon in i Europaparlamentet.

## Biografi
Katri Kulmunis barndomshem ligger på en gammal släktgård där familjen Kulmuni har bott sedan 1400-talet. Hennes pappa är en småföretagare på landsbygden och hennes mamma är speciallärare. Kulmunis hemstad Torneå ligger nära den finsk-svenska gränsen och Kulmuni gick grundskola i Haparanda, Sverige, vid Torneås och Haparandas gemensamma språkskola. Kulmuni studerade också vid Europeiska universitetet i Sankt Petersburg. Hon blev magister i samhällsvetenskaper vid Laplands universitet i 2018. Kulmuni talar fem språk: finska, svenska, engelska, franska och ryska. Hennes flytande språk väckte uppmärksamhet under hennes tid som minister.
Kulmuni gick med i Centerpartiet som 18-åring. Hon började sin politiska karriär inom lokalpolitiken i Torneå i kommunvalet 2008, även om hon ännu inte blev invald i kommunfullmäktige. Hon var ledamot i Torneå ungdoms- och kulturnämnd 2009 till 2012. I kommunvalen 2012 fick hon flest röster i Torneå, samt i kommunvalen 2017 och 2021. Kulmuni var ordförande i Torneå kommunfullmäktige från 2013 till 2019. Från december 2010 till juni 2011 arbetade Kulmuni som pressassistent för utrikeshandels- och utvecklingsminister Paavo Väyrynen.
Kulmuni blev invald i riksdagen i riksdagsvalet 2015 med 9 702 röster från Lapplands valkrets. I regeringen Rinne var Kulmuni näringsminister och när hon i september blev Centerns partiledare blev hon också vice statsminister.
Kulmuni avgick från posten som finansminister den 5 juni 2020. Några dagar tidigare hade tidningen Suomen Kuvalehti avslöjat att Kulmuni hade anlitat konsulttjänster för nästan 50 000 euro på ministeriernas bekostnad. Den 30 juli 2020 meddelade Annika Saarikko att hon utmanar Kulmuni i valet om ordförandeposten för Centern. Saarikko vann sedermera valet och Kulmuni avgick som partiordförande.
Senare motiverade Kulmuni sin avgång med att hon fick bära det övergripande ansvaret för vad som hände när hon fick veta att utbildningstjänsten var orimligt dyr. "Jag ville inte att partiet skulle drabbas av det här heller, och jag lämnade min ministerpost. För min del var ärendet lyckligtvis avslutat för länge sedan. Jag betalade också utbildningsräkningarna av egna medel, även om det inte fanns någon laglig skyldighet att göra det", skrev Kulmuni sommaren 2024.
Strax efter utnämningen till finansminister 2019 orsakade Kulmuni kontrovers när hon publicerade en informell röstning på Instagram om regeringen borde tillåta finska kvinnor med länkar till Islamiska staten att återvända från Syrien, eller bara deras barn. Hon raderade senare Instagram-inlägget och  bad om ursäkt efter kritik från Human Rights Watch.
Det påstods i finsk press att statsminister Sanna Marin inte kom överens med Katri Kulmuni och kallade henne en olägenhet. Kulmuni skrev senare att samarbetet i Marin-kabinettet inte gick bra och att hon hade stöttat en strikt ekonomisk politik.

### Efter 2020
I välfärdsområdesvalet 2022 valdes Kulmuni in i Lapplands välfärdsområdesfullmäktige. Hon fick flest avgivna personröster i Lapplands valkrets.
Kulmuni meddelade den 14 februari 2024 att hon kommer att ställa upp som kandidat i valet till Europaparlamentet 2024. Kulmuni sa att hon i Europaparlamentet skulle vilja fokusera särskilt på naturresursfrågor och motsätta sig överdriven EU-reglering av Finlands naturresurser. Hon motsatte sig också gemensamma skulder. Dessutom motiverade Kulmuni sin kandidatur med sin vilja att återställa Centerpartiets förlorade stöd. Kulmuni fick 67 028 röster och valdes in i Europaparlamentet. Av alla kandidater fick hon flest röster i Uleåborgs och Lapplands valkretsar.
I Europaparlamentet valdes Kulmuni in i Europaparlamentets utskott för miljö, folkhälsa och livsmedelssäkerhet. Kulmuni sa att hon var nöjd med sin plats i utskottet, eftersom utskottet bland annat behandlar frågor som rör finska skogar och skogsbruk.

## Privatliv
Katri Kulmuni är gift med advokat Jyrki Peisa, som arbetar som direktör på Skogsindustrin rf. De har två barn.

## Utmärkelser
- Kommendörstecknet av Finlands Lejons orden,  6 december 2023[21]

[Redigera Wikidata]